# Abdulla Oripov
Pour les articles homonymes, voir Abdulla Oripov (poète) et Oripov.
Abdulla Nigʻmatovich  (Nigʻmat oʻgʻli) Oripov (en russe : Абдулла Ниғматович Орипов), né le 24 mai 1961 à Tachkent, est un homme d'État ouzbek. Il est Premier ministre depuis le 14 décembre 2016.

## Biographie
Il est choisi le 12 décembre 2016 comme Premier ministre pour remplacer Shavkat Mirziyoyev, élu président, et investi dans ses fonctions deux jours plus tard.